# Utricularia striatula
Utricularia striatula este o specie de plante carnivore din genul Utricularia, familia Lentibulariaceae, ordinul Lamiales, descrisă de J. E. Smith. Conform Catalogue of Life specia Utricularia striatula nu are subspecii cunoscute.